# Casiquiare (paroisse civile)
Pour les articles homonymes, voir Casiquiare.
Casiquiare est l'une des trois paroisses civiles de la municipalité de Río Negro dans l'État d'Amazonas au Venezuela. Sa capitale est Curimacare.